# Microdracoides squamosus
Microdracoides es un género monotípico de plantas herbáceas de la familia Cyperaceae. Su única especie,  Microdacoides squamosus Hua, es originaria de Camerún.

## Descripción
Tiene los hábitos de Vellozia y es diferente a cualquier otra juncia de África occidental, donde se encuentra en afloramientos graníticos húmedos.

## Taxonomía
Microdacoides squamosus fue descrito por Robert Brown y publicado en Bulletin du Muséum d'Histoire Naturelle 12: 422. 1906.
Sinonimia
- Schoenodendron buecheri Engl.[4]